# 24 juni
24 juni är den 175:e dagen på året i den gregorianska kalendern (176:e under skottår). Det återstår 190 dagar av året.

## Återkommande bemärkelsedagar

### Helgdagar
- Kristendomen: Den helige Johannes Döparens dag (till minne av att den bibliska personen Johannes Döparen ska ha blivit född denna dag, exakt på dagen ett halvår före Jesu födelse den 25 december)[a]
- Sverige: Midsommardagen (fram till 1952; från och med 1953 är midsommardagen rörlig och ligger på lördagen, som infaller mellan 20 och 26 juni)
- Inkariket: Inti Raymi (från 1200-talet till 1533; högtidsdag för inkafolkets skapelsegud Inti; firandet inleddes med tre fastedagar vid sommarsolståndet [21 juni] och därefter hölls nio festdagar, vilket innebär, att firandet var över den 2 juli)

## Namnsdagar

### I den svenska almanackan
- Nuvarande – Johannes Döparens dag
- Föregående i bokstavsordning
  - Jan – Namnet infördes 1986 på 20 september. 1993 flyttades det till dagens datum och 2001 till 11 januari.
  - Johan – Namnet infördes 1986 på 27 december. 1993 flyttades det till dagens datum, men flyttades 2001 tillbaka till 27 december.
  - Johannes Döparens dag – Denna benämning på dagens datum infördes i de medeltida helgonkalendarierna, då Johannes Döparen hade blivit helgonförklarad redan på 400-talet och fått sin festdag denna dag (på grund av att han ska ha fötts denna dag). Det har därför funnits på dagens datum sedan gammalt och har inte flyttats. 1993 togs det dock bort, för att återinföras 2001.
- Föregående i kronologisk ordning
  - Före 1901 – Johannes Döparens dag
  - 1901–1985 – Johannes Döparens dag
  - 1986–1992 – Johannes Döparens dag
  - 1993–2000 – Johan och Jan
  - Från 2001 – Johannes Döparens dag
- Källor
  - Brylla, Eva (red.): Namnlängdsboken, Norstedts ordbok, Stockholm, 2000. ISBN 91-7227-204-X
  - af Klintberg, Bengt: Namnen i almanackan, Norstedts ordbok, Stockholm, 2001. ISBN 91-7227-292-9

### Finlandssvenska almanackan
- Nuvarande från 2025[1] – Jan, Johan, John, Jens, Johnny, Johannes, Janne, Jon, Jack, Ian, Jean
- I föregående revideringar[b][2]
  - 1929–1949 – Johannes Döparens dag
  - 1950–1994 – Johannes, Johan, Jan, John
  - 1995–1999 – Johannes, Johan, Jan, John, Jens
  - 2000–2014 – Johannes, Johan, Jan, Jon, John, Johnny, Jens
  - 2015–2019 – Johannes, Johan, Jan, Janne, Jon, John, Johnny, Jens, Ian, Jean
  - 2020–2024 – Jan, Johan, John, Jens, Johnny, Johannes, Janne, Jon, Jack, Jean, Ian

## Händelser
- 1314 – Slaget vid Bannockburn avslutas med skotsk seger, då engelsmännen flyr i panik, av rädsla för att skottarna, som efter stora engelska förluster är ungefär lika många som engelsmännen, ska göra ett motanfall. Detta avslutar också det första skotska frihetskriget och därmed har skottarna återtagit sin frihet från engelsmännen för första gången på nästan 20 år (sedan den engelska invasionen av Skottland 1296). Det dröjer dock till 1328, innan engelsmännen erkänner den skotska friheten genom fördraget i Edinburgh–Northampton, men den engelska överhögheten över Skottland är alltså i praktiken över genom denna skotska seger.
- 1523 – Sedan den svenske riksföreståndaren Gustav Eriksson har blivit vald till svensk kung den 6 juni och de av danskarna hållna Stockholms stad och slott har kapitulerat den 16 respektive 17 juni, efter två års belägring, håller Gustav Vasa på midsommardagen sitt högtidliga intåg i staden genom Söderport.[c] I efterhand har intåget fått stark symbolisk laddning, eftersom det av sentida historiker ses som ”riksgrundaren och landsfadern Gustav Vasas befrielse av Sveriges huvudstad”, men även om intåget omges av visst ceremoniel har det för samtiden inte så stor vikt, eftersom man då inte vet att Kalmarunionen är på väg att upplösas och att det pågående Gustav Vasas befrielsekrig är på väg att ta slut. I och med befrielsen av Stockholm är emellertid alla viktiga slott och punkter i den västra rikshalvan i svenska händer och den nyvalde kungen kan därmed inrikta sina styrkor på att befria även de finska slotten, där Viborg blir sist med att kapitulera den 10 oktober.
- 1687 – Ett gigantiskt ras inträffar i Stora kopparberget i Falun i Dalarna och bildar ett hål som är 95 meter djupt och 1,5 kilometer i omkrets. Hålet, som har uppstått på grund av flera århundradens intensiv kopparbrytning och att man planlöst har brutit nya orter, får sedermera namnet Stora Stöten. Mirakulöst nog omkommer eller skadas inte en enda människa, eftersom raset inträffar på midsommardagen, vilken tillsammans med juldagen den 25 december är den enda dag på året då samtliga gruvarbetare är lediga.
- 1812 – Den franske kejsaren Napoleon I inleder klockan sex på morgonen sitt stora fälttåg mot Ryssland, genom att låta sina styrkor på 685000 man korsa floden Njemen i Litauen, som då utgör gränsflod mellan den franska och ryska imperierna. Napoleons officiella anledningar till invasionen är dels att tvinga den ryske tsaren Alexander I att ansluta sig till den franska kontinentalblockaden mot Storbritannien, dels att förhindra en rysk invasion av Polen. Fälttåget, som pågår i ett halvår, blir emellertid en vändpunkt i de pågående Napoleonkrigen, eftersom fransmännen visserligen når ända till Moskvas förorter, men den stora armén blir reducerad till en bråkdel av sin föregående storlek och fransmännen tvingas till ett snöpligt återtåg, dels på grund av att ryssarna tillämpar den brända jordens taktik, dels på grund av att den kommande vintern blir en av de strängaste i mannaminne, vilket de franska trupperna inte är förberedda för.
- 1853 – Den svenska fregatten HMS Eugenie ankommer till Göteborg, efter att under kapten Christian Adolf Virgins befäl ha seglat jorden runt på två år. Detta blir den första världsomsegling, som genomförs med en svensk fregatt och resan har varit ämnad att främja svensk handel runtom i världen (den allra första svenska världsomseglingen genomfördes av brigantinen Mary Ann 1839–1841).
- 1859 – Slaget vid Solferino äger rum.
- 1921 – Nationernas förbund (NF) beslutar att ögruppen Åland ska tillhöra Finland.[3] Vid freden i Fredrikshamn 1809 har Ålandsöarna tillfallit Ryssland, men ålänningarna själva har hela tiden räknat sig som ”sverigesvenskar”. I samband med Finlands självständighet från Ryssland 1917 har åländska krafter därför börjat verka för, att Åland åter ska bli en del av Sverige. Den svenska riksdagen har stött ett åländskt krav på att ögruppens innevånare ska få folkomrösta om vilket land de vill tillhöra. Den finländska senaten har emellertid sagt nej till en sådan folkomröstning, med hänvisning till att Åland ska förbli en del av Finland. Därmed har man hänskjutit frågans lösning först till fredskonferensen i Versailles 1919 och därefter till det nybildade NF, som denna dag alltså avgör frågan till Finlands fördel, med förbehållet att Ålands svenska språk och kultur ska respekteras och att öarna ska förbli avmilitariserade (som under den ryska tiden). Det kommer att kallas Ålandsmodellen och bli prejudikat för framtida internationella gränskonflikter. På grund av att ögruppen inte blir svensk förblir det politiska läget mellan Sverige och Finland spänt under resten av 1920-talet.
- 1948 – Den sovjetiska ockupationsmakten i östra Tyskland inför en blockad av de västallierades ockupationszoner i västra Berlin, som ligger helt omgärdade av sovjetiskt ockupationsområde. Blockaden är tänkt som ett försök att ”svälta ut” de allierade ur västra Berlin, för att få dem att även överlämna denna del av den tyska huvudstaden till Sovjet (som alltså redan är i besittning av stadens östra del). Sovjet skär av västmakternas möjligheter att få tillträde till staden via land (och därmed också möjligheterna att införa förnödenheter till stadens befolkning), men tillåter dem fortfarande att skicka flyg till staden, via vissa bestämda rutter från deras egna ockupationszoner i västra Tyskland. Detta leder till att de allierade skapar den så kallade ”luftbron”, där de med militärflyg under hela den tid blockaden varar flyger in mat och andra förnödenheter till västberlinarna. Blockaden varar i 10,5 månader, men eftersom den inte får önskad effekt blir den upphävd av Sovjet den 12 maj året därpå.
- 2007 – Den irakiske diktatorn Saddam Husseins kusin, politikern och militären Ali Hassan al-Majid, som går under öknamnet ”Kemiske Ali”, döms till döden genom hängning av tribunalen i Irak. Domen faller på grund av hans deltagande i de irakiska militära insatserna mot kurderna under 1980-talet (däribland gasattacken mot Halabja 1988, som sedermera ledde till att amerikanerna under invasionen av Irak gav honom hans öknamn). Trots att avrättningar enligt irakisk lag ska verkställas senast 30 dagar efter domen blir hans avrättning uppskjuten i flera år och han avrättas först den 25 januari 2010.

## Födda
- 1314 – Filippa av Hainaut, Englands drottning 1328-1377
- 1340 – Johan av Gent, engelsk adelsman, hertig av Lancaster, tredje son till engelske kungen Edvard III
- 1519 – Theodor Beza, fransk reformert teolog
- 1532 – Robert Dudley, engelsk adelsman, gunstling till drottning Elisabet I
- 1542 – Johannes av Korset, spansk karmelit, mystiker, författare, kyrkolärare och helgon
- 1612 – Johan Axelsson Oxenstierna, svensk greve, diplomat och statsman
- 1695 – Martin Mijtens den yngre, svensk-österrikisk målare (född denna dag eller 16 juni)
- 1709 – Gustaf Johan Gyllenstierna, svensk friherre, ämbetsman och förrädare
- 1771 – Éleuthère Irénée du Pont, fransk-amerikansk kemist och industrialist
- 1783 – Johann Heinrich von Thünen, tysk nationalekonom
- 1785 – Alexander Porter, irländsk-amerikansk politiker och jurist, senator för Louisiana 1833–1837
- 1826 – Theodore Fitz Randolph, amerikansk demokratisk politiker och affärsman, guvernör i New Jersey 1869–1872 och senator för samma delstat 1875–1881
- 1828 – Axel Gadolin, finländsk mineralog
- 1833 – Gustaf Åkerhielm, svensk politiker, friherre och godsägare, Sveriges finansminister 1874–1875, utrikesminister 1889 och statsminister 1889–1891
- 1836 – George Laird Shoup, amerikansk republikansk politiker, guvernör i Idaho 1890 och senator för samma delstat 1890–1901
- 1850 – Herbert Kitchener, brittisk militär och fältmarskalk, Storbritanniens krigsminister 1914-1916
- 1864 – Heinrich Wölfflin, schweizisk konsthistoriker
- 1873 – Hugo Simberg, finländsk målare, grafiker och skulptör
- 1883
  - Victor F. Hess, österrikisk-amerikansk fysiker, mottagare av Nobelpriset i fysik 1936
  - Jean Metzinger, fransk målare
- 1888 – Gerrit Rietveld, nederländsk arkitekt och möbelformgivare
- 1906 – Eskil Eckert-Lundin, svensk kapellmästare, kompositör, filmmusikarrangör, impressario och musikadministratör
- 1911 – Juan Manuel Fangio, argentinsk racerförare
- 1914 – Kari Diesen, norsk skådespelare och sångare
- 1915 – Fred Hoyle, brittisk astronom och science fiction-författare
- 1916 – William B. Saxbe, amerikansk republikansk politiker, senator för Ohio 1969–1974, USA:s justitieminister 1974–1975
- 1924 – Ewert Ellman, svensk skådespelare
- 1927 – Martin L. Perl, amerikansk fysiker, mottagare av Nobelpriset i fysik 1995
- 1928 – Kaj Hjelm, svensk barnskådespelare
- 1930 – Claude Chabrol, fransk skådespelare och regissör
- 1938 – Kim Procopé, finlandssvensk skådespelare
- 1939 – Michael Gothard, brittisk skådespelare
- 1941
  - Julia Kristeva, bulgarisk filosof, feminist och lingvist
  - Sylvia Lindenstrand, svensk operasångare (mezzosopran) och skådespelare
  - Charles Whitman, amerikansk marinkårssoldat och massmördare
- 1944 – Jeff Beck, brittisk gitarrist, medlem i gruppen The Yardbirds
- 1945 – George Pataki, amerikansk republikansk politiker, guvernör i New York 1995–2006
- 1947
  - Mick Fleetwood, brittisk musiker och låtskrivare, trumslagare och frontfigur i gruppen Fleetwood Mac
  - Peter Weller, amerikansk skådespelare
- 1953 – William E. Moerner, amerikansk fysiker och kemist, mottagare av Nobelpriset i kemi 2014
- 1960 – Juli Inkster, amerikansk golfspelare
- 1961 – Dennis Danell, amerikansk rockgitarrist, medlem i gruppen Social Distortion
- 1967
  - Jonas Inde, svensk skådespelare, komiker, författare och manusförfattare
  - Richard Z. Kruspe, tysk musiker, grundare av och gitarrist i gruppen Rammstein
- 1969 – Sissel Kyrkjebø, norsk sångare
- 1972 – Robbie McEwen, australisk tävlingscyklist
- 1973 – Jere Lehtinen, finländsk ishockeyspelare
- 1974 – Magnus Carlsson, svensk sångare, tidigare medlem i Barbados och Alcazar
- 1978
  - Luis García Sanz, spansk fotbollsspelare
  - Mikael Nilsson, svensk fotbollsspelare
  - Erno Vuorinen, finländsk musiker, gitarrist i gruppen Nightwish
- 1979
  - Petra Němcová, tjeckisk fotomodell
  - Mindy Kaling, amerikansk skådespelare och komiker
- 1986 – Solange Knowles, amerikansk skådespelare och sångare
- 1987 – Lionel Messi, argentinsk fotbollsspelare
- 1988 – Candice Patton, amerikansk skådespelare
- 1992 – Raven Goodwin, amerikansk skådespelare
- 1993 – Stina Nilsson, svensk längdskidåkare och skidskytt

## Avlidna
- 1195 – Albrekt I av Meissen, markgreve av Meissen
- 1228 – Anders Sunesen, dansk kyrkoman, biskop i Lunds ärkestift
- 1291 – Eleonora av Provence, Englands drottning
- 1519 – Lucrezia Borgia, italiensk furstinna
- 1756 – Olof Celsius den äldre, svensk botaniker, språkforskare, runforskare och präst
- 1860 – Jérôme Bonaparte, fransk militär och politiker, kung av Westfalen
- 1890 – Johan Teodor Nordling, svensk orientalist och professor i semitiska språk
- 1908 – Grover Cleveland, amerikansk demokratisk politiker, guvernör i New York, USA:s president
- 1909 – Aleksandr Polovtsov, rysk politiker och historiker
- 1922
  - Algot Sandberg, svensk skådespelare, författare, översättare, dramaturg och tidningsman
  - Walther Rathenau, tysk industriman och politiker, Tysklands utrikesminister sedan 1 februari detta år
- 1923 – Edith Södergran, finlandssvensk poet
- 1928 – Frank R. Gooding, amerikansk republikansk politiker, guvernör i Ohio och senator för samma delstat
- 1934 – Charles Thomas, amerikansk demokratisk politiker, guvernör i Colorado och senator för samma delstat
- 1935 – Carlos Gardel, argentinsk tangosångare
- 1942 – Ludwig Aschoff, tysk läkare och patolog
- 1962 – Henry Richter, svensk journalist och manusförfattare
- 1967 – Signe Lundberg-Settergren, svensk skådespelare
- 1991 – Nils Ahlroth, svensk skådespelare, komiker och revyartist
- 2007 – Chris Benoit, fransk-kanadensisk wrestlare
- 2008 – Leonid Hurwicz, polsk-amerikansk nationalekonom, mottagare av Sveriges riksbanks pris i ekonomisk vetenskap till Alfred Nobels minne 2007
- 2009 – Martin Holm, svensk thaiboxare
- 2013 – William Hathaway, amerikansk demokratisk politiker, senator för Maine
- 2014 – Eli Wallach, amerikansk skådespelare
- 2016 – Bo Strömstedt, svensk professor och publicist, chefredaktör för tidningen Expressen
- 2017
  - Nils Nilsson, svensk ishockeyspelare
  - Monica Nordquist, svensk skådespelare